# Francisco Stockinger
Francisco Alexandre Stockinger of Xico Stockinger (Traun, 7 augustus 1919 - Porto Alegre, 12 april 2009) was een Braziliaanse beeldhouwer, tekenaar en etser.

## Leven en werk
De Oostenrijkse familie Stockinger emigreerde in 1921 naar Brazilië. In 1929 vestigde de familie zich in São Paulo, waar Francisco tekenles nam bij Anita Malfatti aan het Mackenzie College. In 1937 verhuisde hij naar Rio de Janeiro. Stocking ging naar de luchtvaartschool en trad in 1939 als meteoroloog in dienst van de Braziliaanse luchtvaartmaatschappij. Vanaf 1946 studeerde hij aan het Liceu de Artes e Ofícios. Hij leerde er de beeldhouwer Bruno Giorgi kennen en werkte van 1947 tot 1950 in diens atelier in het voormalige Hospício da Praia Vermelha.
In 1954 verhuisde hij naar Porto Alegre, waar hij bij het blad A Hora caricaturen tekenende en de lay-out deed. Gedurende deze periode begon hij houtsnedes te maken. In 1956 kreeg hij de Braziliaanse nationaliteit en werd hij de gekozen voorzitter van de Associação Rio-Grandense de Artes Plásticas Francisco Lisboa, een posite die hij ook in 1957 en 1978 bekleedde. In 1961 was hij de oprichter van het Atelier Livre da Prefeitura de Porto Alegre en directeur van het Museu de Arte do Rio Grande do Sul Ado Malagoli (MARGS). In 1967 kreeg hij de leiding over het cultuurdepartement van de deelstaat Rio Grande do Sul. Sinds de jaren '70 kreeg hij verschillende overheidsopdrachten voor beeldhouwwerken. Stockinger nam ook deel aan vele solo- en groepstentoonstellingen in binnen- en buitenland.

## Beeldhouwwerken (selectie)
- Guerreiro
- Eva (1957)
- Agressão (1964)
- Paisagem Lunar (1968)
- Sobrevivente II en IV (1971)
- Conjunto de Revelos (1974), Praça Dom Sebastião in Porto Alegre
- Ferro Recortado (1977)
- Satélite (1978), Praça da Sé in São Paulo
- Touro (1980)
- Série Gabirus (1984)
- Homenagem a Vasco Prado (1995)
- Série Gabiru (1996)
- Flor (1997), Jardim das Esculturas Porto Alegre - Parque Marinha do Brasil in Porto Alegre

## Fotogalerij

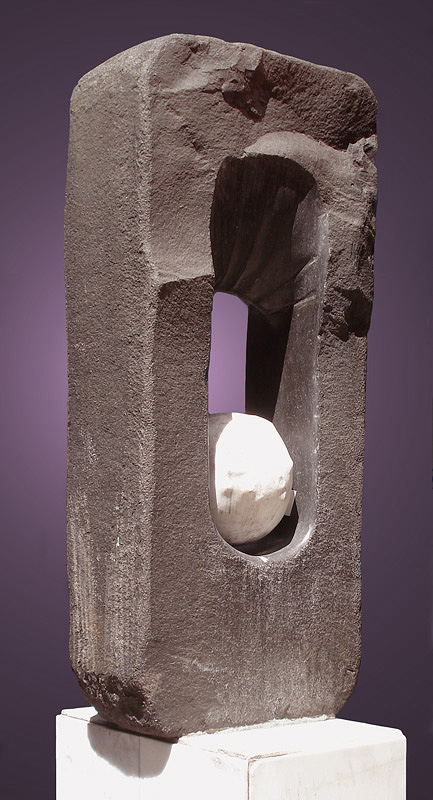
Monument in Porto Alegre
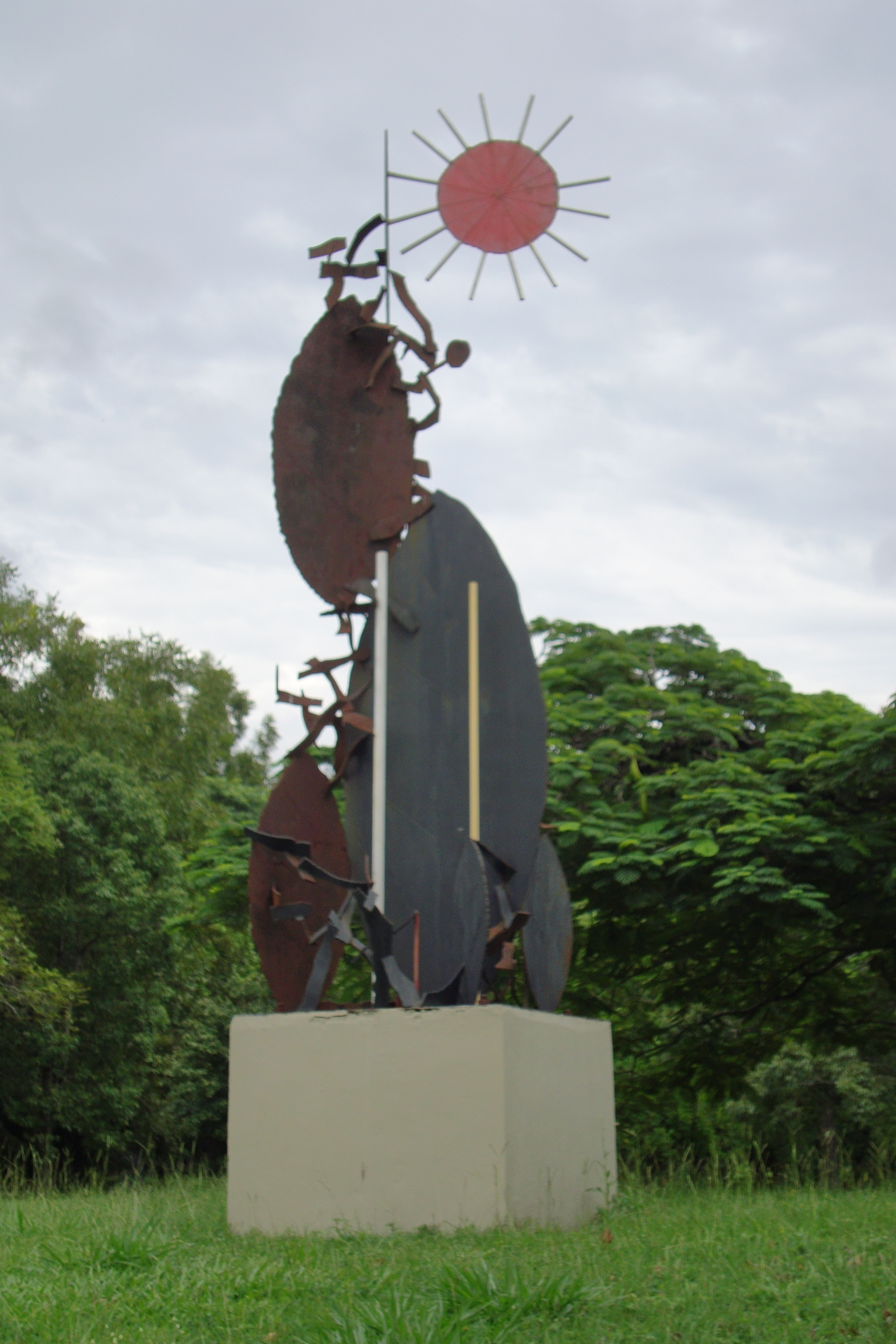
Flor (1997), Porte Alegro